# (474010) 2016 FP50
(474010) 2016 FP50 es un asteroide perteneciente al cinturón de asteroides, descubierto el 14 de febrero de 2010 por el equipo del Spacewatch desde el Observatorio Nacional de Kitt Peak, Arizona, Estados Unidos.

## Designación y nombre
Designado provisionalmente como 2016 FP50.

## Características orbitales
2016 FP50 está situado a una distancia media del Sol de 3,173 ua, pudiendo alejarse hasta 3,414 ua y acercarse hasta 2,933 ua. Su excentricidad es 0,075 y la inclinación orbital 12,23 grados. Emplea 2065 días en completar una órbita alrededor del Sol.

## Características físicas
La magnitud absoluta de 2016 FP50 es 16,148.